# Wapen van Abbekerk

Wapen van Abbekerk

Het wapen van Abbekerk werd op 11 september 1816 door de Hoge Raad van Adel aan de Noord-Hollandse gemeente Abbekerk in gebruik bevestigd. Op 1 januari 1979 werd Abbekerk onderdeel van de nieuw opgerichte gemeente Noorder-Koggenland. Het wapen van Abbekerk is daardoor komen te vervallen. In het wapen van Noorder-Koggenland zijn geen elementen overgenomen uit het wapen van Abbekerk. Sinds 1 januari 2007 valt Abbekerk onder de gemeente Medemblik.

## Blazoenering
De blazoenering van het wapen luidde als volgt:
Een veld van zilver waarop een kerk.
De heraldische kleuren van de kerk zijn niet benoemd, dus is deze van natuurlijke kleur. De kerk zelf staat op een niet vermelde groene ondergrond.

## Geschiedenis
Volgens Sierksma is het een sprekend wapen en stelt het de kerk van een abt voor. De tekening in het register van de HRvA toont een kerk met een blauw dak, steenrode muren, gouden goten en een blauwe plint.
Abbekerk
· Akersloot
· Andijk
· Ankeveen
· Anna Paulowna
· Assendelft
· Avenhorn
· Barsingerhorn
· Beemster
· Beets
· Bennebroek
· Berkenrode
· Berkhout
· Bijlmermeer
· Blokker
· Bovenkarspel
· Broek in Waterland
· Broek op Langedijk
· Buiksloot
· Bussum
· Callantsoog
· De Rijp
· Egmond
· Egmond aan Zee
· Egmond-Binnen
· Graft
·  Graft-De Rijp
· 's-Graveland
· Groet
· Grootebroek
· Grosthuizen
· Haarlemmerliede
· Haarlemmerliede en Spaarnwoude
· Harenkarspel
· Heerhugowaard
· Hensbroek
· Hoogkarspel
· Hoogwoud
· Ilpendam
· Jisp
· Kalslagen
· Katwoude
· Koedijk
· Koog aan de Zaan
· Kortenhoef
· Krommenie
· Kwadijk
· Langedijk
· Leimuiden
· Limmen
· Marken
· Middelie
· Midwoud
· Monnickendam
· Muiden
· Naarden
· Nederhorst den Berg
· Nibbixwoud
· Niedorp
· Nieuwe Niedorp
· Nieuwendam
· Nieuwer-Amstel
· Noord-Scharwoude
· Noorder-Koggenland
· Obdam
· Oosthuizen
· Opperdoes
· Oterleek
· Oude Niedorp
· Oudendijk
· Oudkarspel
· Oudorp
· Petten
· Ransdorp
· Schardam
· Scharwoude
· Schellingwoude
· Schellinkhout
· Schermer
· Schermerhorn
· Schoorl
· Schoten
· Sijbekarspel
· Sint Maarten
· Sint Pancras
· Sloten
· Spaarndam
· Spaarnwoude
· Spanbroek
· Twisk
· Urk
· Ursem
· Veenhuizen
· Venhuizen
· Warder
· Warmenhuizen
· Waverveen
· Weesp
· Weesperkarspel
· Wervershoof
· Wester-Koggenland
· Westwoud
· Westzaan
· Wieringen
· Wieringermeer
· Wieringerwaard
· Wijdenes
. Wijdewormer
. Wijk aan Zee en Duin
· Wimmenum
· Winkel
· Wognum
· Wormer
· Wormerveer
· Zaandam
· Zaandijk
· Zeevang
· Zijpe
· Zuid-Scharwoude
· Zuid- en Noord-Schermer
· Zwaag

Dorpswapens:
Hauwert
· Volendam
· Zwaagdijk-West